# 디어 친다기
디어 친다기(Dear Zindagi)는 인도에서 제작된 가우리 신드 감독의 2016년 드라마, 멜로/로맨스 영화이다. 알리아 바트 등이 주연으로 출연하였다.

## 출연

### 주연
- 알리아 바트
- 샤룩 칸
- 아디티야 로이 카푸르

### 조연
- 쿠날 카푸르